# Crucigenia
Crucigenia ist eine Gattung koloniebildender Grünalgen aus der Klasse der Trebouxiophyceae.

## Merkmale
Die Vertreter bilden flache, quadratische Kolonien. Vier kleine, gleichförmige Zellen bilden dabei ein Quadrat. Die Einzelzellen sind 4 bis 10 Mikrometer lang und haben die Form eines Dreiecks oder Trapezes. Sie besitzen einen einzelnen, wandständigen Chloroplasten, der die Zelle nicht ganz ausfüllt. Ein Pyrenoid kann vorhanden sein oder fehlen. Die Stärke wird innerhalb des Plastiden gebildet. Der Zellkern befindet sich in der Mitte der Zelle. Es können auch mehrere Kolonien in einer Gallerte miteinander verbunden sein.
Die ungeschlechtliche Fortpflanzung erfolgt durch Bildung von vierzelligen Autokolonien, d. h., dass sich innerhalb einer Mutterzellwand eine neue Kolonie bildet. Diese Tochterkolonien bleiben meist für längere Zeit miteinander verbunden. Geschlechtliche Fortpflanzung ist bei Crucigenia nicht bekannt.

## Vorkommen
Coelastrum kommt im Plankton vorwiegend von nährstoffreichen Gewässern vor, auch in Flüssen.

## Systematik
Die Gattung Crucigenia umfasst wenige Arten. Algaebase nennt 11 anerkannte Arten.

## Belege
- Karl-Heinz Linne von Berg, Michael Melkonian u. a.: Der Kosmos-Algenführer. Die wichtigsten Süßwasseralgen im Mikroskop. Kosmos, Stuttgart 2004, ISBN 3-440-09719-6, S. 192.